# Dani Calabresa
Daniella Maria Giusti Barra, mais conhecida como Dani Calabresa (São Bernardo do Campo, 12 de novembro de 1981), é uma humorista, roteirista e apresentadora brasileira. É formada em Comunicação Social com âmbito em publicidade pela Belas Artes de São Paulo. Estreou como comediante em 2005, ao formar o grupo Comédia Ao Vivo. Em 2007 passou a trabalhar como humorista ao integrar o programa Pânico na TV, passando para o Sem Controle no SBT no mesmo ano. Em 2008 fez um contrato com a MTV Brasil, na emissora participou de seis programas da casa em quatro anos. Seus principais trabalhos na MTV foram o programa de notícias Furo MTV e o sucessor do Furfles MTV, o Comédia MTV que ficou na grade da emissora dois anos. O último programa produzido na emissora por Dani foi o Verão de Casal, exibido na programação especial de Verão 2013 da MTV. Em dezembro de 2012, a humorista trocou a MTV Brasil e assinou com a Rede Bandeirantes para integrar o elenco do programa jornalístico  Custe o Que Custar - CQC. No final de 2014 deixou o programa.
Em 2015 assinou contrato com a Rede Globo e passou a integrar o humorístico Zorra, que consiste em esquetes humorísticos de curta duração, além de fazer parte do remake do programa Escolinha do Professor Raimundo, interpretando Dona Catifunda.

## Biografia
Descendente de italianos, Daniella nasceu em São Bernardo do Campo, se mudando para Santo André. Começou no teatro ainda criança, aos 5 anos, quando sua irmã mais velha, Fabiana Giusti, fez uma peça no colégio e chamou-a para fazer uma participação. Sua irmã interpretou Branca de Neve, enquanto ela ficou com o papel do anão Dunga. Quando adolescente se declarava tímida e disse em entrevista que o curso de teatro ajudou a perder a timidez.

## Carreira

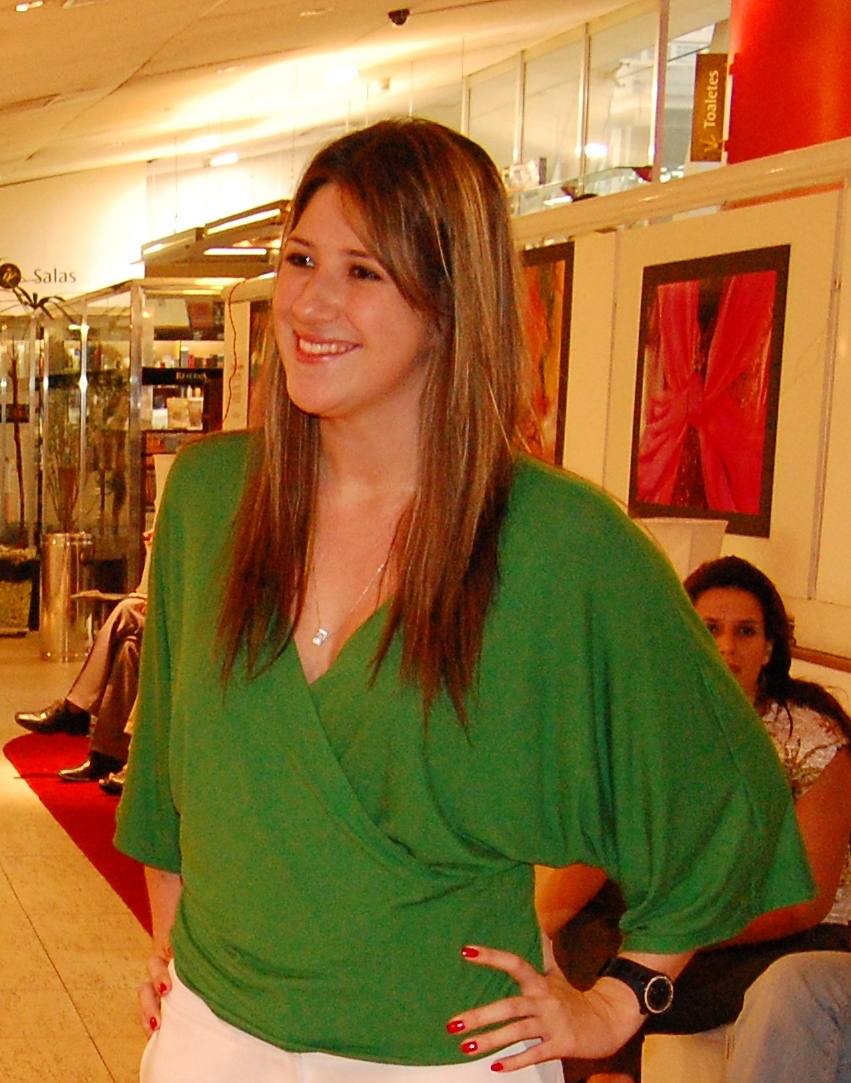
Calabresa em 2008

Em 2005 se tornou conhecida ao fazer parte do elenco do Comédia Ao Vivo, um dos primeiros grupos de stand-up comedy do Brasil com seu nome artístico de Dani Calabresa, apelido de quando era monitora infantil e as crianças a chamavam de "Tia Calabresa" pelo sotaque italiano acentuado na letra "r". Em 2007 fez sua estreia na televisão no SBT no humorístico Sem Controle, e logo após, como repórter do Jornal da Massa, que chegou ao fim em agosto daquele ano. No início de 2008 foi repórter do Pânico na TV, porém deixou o programa três meses depois ao passar nos testes da MTV Brasil e entrar para o elenco do programa de improviso Quinta Categoria. No ano seguinte, em 2009, estrelou o sitcom Furfles, ao lado de Marcelo Adnet e Fábio Rabin, que ironizava as situações do dia a dia em um formato utilizado pelos programas estadunidenses, ganhando uma versão de verão também, Furfles on the Beach. Ainda em 2009, ao lado de Bento Ribeiro, se torna âncora do telejornal humorístico Furo MTV, o programa de maior audiência da MTV Brasil na época.
Em 2010 também se torna parte do elenco do  Comédia MTV junto com demais comediantes stand up, que satirizava em esquetes e videoclipes situações comuns, programas de televisão e outros artistas. Em 2011 fez uma participação especial no filme Cilada.com interpretando Regina Kelly. Em 2012 entra no ar a versão ao vivo de seu programa, Comédia MTV ao Vivo, trazendo plateia presente e realizando as esquetes em um palco versátil. Em 2013, com a crise financeira da MTV Brasil que debandou a maioria de seus apresentadores, assina com a Band para fazer parte do programa CQC.  Inicialmente Dani foi convidada para se tornar uma das apresentadoras, porém, preferiu começar como repórter para que o público assimilasse sua imagem, indo para a bancada apenas no ano de 2014. O contrato com a emissora também previa um programa solo de improviso, o que nunca veio a se realizar. Em 2015 anuncia sua saída da emissora ao assinar com a Rede Globo, entrando no elenco do spin-off Zorra, programa de esquetes de comédias inspirado em seu antigo Comédia MTV e aos vídeos do canal Porta dos Fundos. Em 2022 participou do Big Brother Brasil 22 no Quadro CAT BBB substituído Rafael Portugal que participou das 2 edições.

## Vida pessoal
Em 2000 ingressou no curso de publicidade pela Belas Artes de São Paulo, formando-se em 2004. Em 2006 namorou o ator Fernando Caruso durante alguns meses. Em 2007 começou a namorar o ator Marcelo Adnet, com quem veio a se casar em 15 de maio de 2010. Em novembro de 2014, vieram a público fotos de seu marido traindo-a, porém Dani declarou em entrevista ao jornal Extra, em fevereiro de 2015, que o havia perdoado. O fato, porém, veio a acontecer novamente em 2016 e o casal anunciou a separação oficialmente em 3 de abril de 2017. Em setembro de 2022 se casou com o publicitário Richard Neuman, e em 2025 anunciou que esperava seu primeiro filho, Bernardo, nascido em 08 de julho de2025.

### Denúncias de assédio sexual
Em 4 de dezembro de 2020, em uma entrevista à revista Piauí, Dani disse que já sofreu assédio sexual pelo humorista Marcius Melhem.

## Filmografia

### Televisão
| Ano       | Título                          | Cargo / Personagem      | Notas                                 |
| --------- | ------------------------------- | ----------------------- | ------------------------------------- |
| 2007      | Sem Controle                    | Vários personagens      |                                       |
| 2007      | Jornal da Massa                 | Repórter                |                                       |
| 2008      | Pânico na TV                    | Repórter                |                                       |
| 2008      | Quinta Categoria                | Apresentadora           |                                       |
| 2009–12   | Furo MTV                        | Apresentadora           |                                       |
| 2009      | Furfles on the Beach            | Vários personagens      |                                       |
| 2009      | Furfles MTV                     | Vários personagens      |                                       |
| 2010–11   | Comédia MTV                     | Vários personagens      |                                       |
| 2012      | Comédia MTV ao Vivo             | Vários personagens      |                                       |
| 2013      | MTV Verão de Casal              | Apresentadora           |                                       |
| 2013–14   | CQC                             | Apresentadora           |                                       |
| 2015–20   | Escolinha do Professor Raimundo | Catifunda               |                                       |
| 2015–19   | Zorra                           | Vários personagens      |                                       |
| 2016      | Caldeirão de Ouro               | Apresentadora           |                                       |
| 2018      | A Gente Riu Assim               | Apresentadora           | Especial de fim de ano                |
| 2018      | Dança dos Famosos               | Participante (3º lugar) | Temporada 15                          |
| 2020      | Se Joga                         | Várias personagens      | Quadro: "Interrompemos a Programação" |
| 2021–22   | Dani-se                         | Apresentadora           |                                       |
| 2021      | Super Dança dos Famosos         | Colunista               | Quadro: "Vídeo Cassetadas             |
| 2022–2023 | Big Brother Brasil              | Colunista               | Quadro: "CAT BBB"                     |
| 2022-2023 | Vem que Tem                     | Colunista               |                                       |
| 2023      | A Sogra que te Pariu            | Lucinha Sandler         | Episódio: "Revelachão"                |
| 2023      | Que Bela Pizza                  | Apresentadora           |                                       |
| 2024      | Vem que Tem                     | Aluncinação de Marcinho | História: Mercado Livre               |
| 2024-25   | The Masked Singer Brasil        | Jurada                  |                                       |

### Cinema
| Ano  | Título                                            | Personagem       | Notas |
| ---- | ------------------------------------------------- | ---------------- | ----- |
| 2011 | Cilada.com                                        | Regina Kelly     |       |
| 2011 | Onde Está a Felicidade?                           | Tiana            |       |
| 2015 | Superpai                                          | Júlia            |       |
| 2015 | A Esperança é a Última que Morre                  | Hortência Jardim |       |
| 2016 | Desculpe o Transtorno                             | Viviane          |       |
| 2018 | O Homem Perfeito                                  | Paula Varjão     |       |
| 2018 | Talvez uma História de Amor                       | Lisa             |       |
| 2018 | Exterminadores do Além Contra a Loira do Banheiro | Caroline         |       |
| 2019 | O Amor Dá Trabalho                                | Atena            |       |
| 2022 | O Palestrante                                     | Denise           |       |

### Dublagem
| Ano  | Título                             | Personagem    | Notas |
| ---- | ---------------------------------- | ------------- | ----- |
| 2015 | Divertida Mente                    | Nojinho (voz) |       |
| 2016 | Angry Birds: O Filme               | Matilda (voz) |       |
| 2019 | Angry Birds 2: O Filme             | Matilda (voz) |       |
| 2019 | Pets - A Vida Secreta dos Bichos 2 | Daisy (voz)   |       |
| 2024 | Divertida Mente 2                  | Nojinho (voz) |       |

### Internet
| Ano  | Título             | Personagem      | Notas                           |
| ---- | ------------------ | --------------- | ------------------------------- |
| 2018 | Girls in the House | Chocotone (voz) | Episódio: "Invasion of Privacy" |

### Videoclipes
| Ano  | Canção       | Artista           |
| ---- | ------------ | ----------------- |
| 2018 | "Isso é Hit" | Harmonia do Samba |

## Roteiro
| Ano     | Título              |
| ------- | ------------------- |
| 2010–11 | Comédia MTV         |
| 2012    | Comédia MTV ao Vivo |
| 2016    | Zorra               |

## Teatro
| Ano     | Título                                | Personagem                      | Nota            |
| ------- | ------------------------------------- | ------------------------------- | --------------- |
| 1990    | Branca de Neve                        | Dunga                           |                 |
| 2005    | Cantarolando                          | Vários personagens              |                 |
| 2005–07 | Deboshow                              | Vários personagens              | Stand-up comedy |
| 2006    | Romeu e Julieta, o Musical Brasileiro | Rosalina                        |                 |
| 2006    | Banheiro Feminino                     | Dadinha                         |                 |
| 2007    | A TV que Você Não Vê                  | Pedrina / Shirley / Bispa Sâmia |                 |
| 2007    | Comédia em Dose Dupla                 | Ela mesma                       | Stand-up comedy |
| 2008–11 | Comédia Ao Vivo                       | Ela mesma                       | Stand-up comedy |
| 2010–11 | ImproRiso                             | Ela mesma                       | Stand-up comedy |

## Prêmios e indicações
| Ano  | Prêmio                                   | Categoria                   | Nomeação                                          | Resultado |
| ---- | ---------------------------------------- | --------------------------- | ------------------------------------------------- | --------- |
| 2010 | Prêmio Qualidade Brasil                  | Melhor Atriz de Humorístico | Furo MTV                                          | Venceu    |
| 2011 | Prêmio Arte Qualidade Brasil             | Melhor Atriz de Humorístico | Comédia MTV                                       | Indicado  |
| 2012 | Prêmio Jovem Brasileiro                  | TV                          | Furo MTV                                          | Venceu    |
| 2012 | Melhores do Ano NaTelinha                | Melhor Humorista            | Furo MTV                                          | Indicada  |
| 2014 | Meus Prêmios Nick                        | Humorista Favorito          | Custe o Que Custar                                | Indicada  |
| 2014 | Melhores do UOL e PopTevê                | Melhor Apresentadora        | Custe o Que Custar                                | Indicada  |
| 2015 | Meus Prêmios Nick                        | Humorista Favorito          | Zorra                                             | Indicada  |
| 2016 | Meus Prêmios Nick                        | Humorista Favorito          | Zorra                                             | Indicada  |
| 2016 | Melhores do Ano                          | Melhor Comediante           | Zorra                                             | Venceu    |
| 2016 | Grande Prêmio Smiles do Humor Brasileiro | Melhor Atriz de Comédia     | Zorra                                             | Indicada  |
| 2016 | Prêmio Jovem Brasileiro                  | Jovem do Ano                | Zorra                                             | Indicada  |
| 2016 | Prêmio Jovem Brasileiro                  | Humorista                   | Zorra                                             | Indicada  |
| 2017 | Grande Prêmio Smiles do Humor Brasileiro | Melhor Atriz de Comédia     | Zorra                                             | Indicada  |
| 2018 | Grande Prêmio Smiles do Humor Brasileiro | Melhor Atriz de Comédia     | Zorra                                             | Venceu    |
| 2019 | Melhores do Ano                          | Melhor Comediante           | Zorra                                             | Venceu    |
| 2019 | Prêmio Jovem Brasileiro                  | Melhor Influencer de Humor  | Zorra                                             | Indicada  |
| 2019 | Prêmio F5                                | Melhor Atriz de Comédia     | Escolinha do Professor Raimundo                   | Indicada  |
| 2019 | Edmonton Festival of Fear                | Melhor Atriz                | Exterminadores do Além Contra a Loira do Banheiro | Indicada  |
| 2021 | MTV Millennial Awards                    | Ri Alto                     | Dani Calabresa                                    | Indicada  |
| 2021 | Prêmio F5                                | Melhor Atriz de Humor       | Dani-se                                           | Indicada  |
| 2021 | Splash Awards                            | Melhor Humorista            | Dani-se                                           | Indicada  |
| 2023 | Troféu Que História É Essa, Porchat?     | História Mais Engraçada     | Virilha Completa                                  | Indicada  |
| 2023 | Festival Sesc Melhores Filmes            | Melhor Atriz Nacional       | O Palestrante                                     | Pendente  |